# John McClelland (soldado)
John McClelland (1766–1849) fue un oficial en la Guerra de 1812. Fue hijo del oficial de la Guerra de Independencia de los Estados Unidos, el Teniente Coronel John B. McClelland, quien fue una víctima de la desafortunada Expedición de Sandusky del Coronel Crawford.

## Primeros Años
McClelland nació en septiembre de 1766 en el Condado de Cumberland, Pensilvania (posteriormente Bedford, luego Westmoreland, y finalmente el Condado de Fayette), hijo del Teniente Coronel John B. McClelland (1734–1782) y Martha Dale (1741–1822), cerca del Asentamiento Brown en Redstone Creek, conocido en ese momento como el Municipio de Union. Se casó con Rachel Orr (1770–1843) en 1787.
Al igual que su padre y sus hermanos mayores Hugh y Alexander, John participó activamente en la Guerra de Independencia de los Estados Unidos. En 1781, a la edad de quince años, McClelland (a veces escrito "McClellan") se enlistó en el Municipio de Guilford (ahora el Condado de Franklin, Pensilvania) en la Octava Compañía del Primer Batallón de la Milicia del Condado de Cumberland, comandado por el Coronel James Johnston; 6ª Clase, bajo las órdenes del Capitán James Young.

## Rebelión del Whisky
A principios de la década de 1790, John McClelland participó en la Rebelión del Whisky, como miembro de los "Whiskey Boys", un grupo de ciudadanos enfurecidos porque el Congreso había impuesto un impuesto sesgado sobre el whisky, destinado a reembolsar a los tenedores de bonos del gobierno. Mientras que las destilerías más pequeñas debían pagar impuestos por galón, las destilerías más grandes podían aprovechar una tarifa fija, poniendo a las destilerías más pequeñas en una clara desventaja. Su descontento surgió de factores similares a los que caracterizaron su experiencia previa a la Guerra de Independencia: un sentido de aislamiento y alienación de las autoridades gubernamentales que no consideraban sus necesidades e intereses.
El impuesto al consumo, aprobado en julio de 1791, colocó una carga considerable sobre los agricultores occidentales que convertían el exceso de grano en whisky, el cual era más fácil de transportar y mucho más comercializable. A pesar de las continuas peticiones de los condados occidentales, el Congreso se negó a derogar el impuesto y los occidentales reaccionaron ignorando el impuesto, acosando a los recaudadores de impuestos, destruyendo propiedades y levantando postes de la libertad.
Una reunión de residentes clave de los condados occidentales de Pensilvania, cuyas actas indicaron claramente que el sentimiento de oposición se había intensificado, tuvo lugar el 21 y 22 de agosto de 1794. Los siguientes delegados estuvieron presentes: John Canon, William Wallace, Shesbazer Bentley, Benjamin Parkison, John Huey, John Badollet, John Hamilton, Neal Gillespie, David Bradford, Rev. David Phillips, Matthew Jamison, James Marshel, James Robinson, James Stewart, Robert McClure, Peter Lyle, Alexander Long, Samuel Wilson, Edward Cook, Albert Gallatin, John Smilie, Bazil Bowel, Thomas Gaddis y John McClellan.
En julio de 1794, aproximadamente 7,000 milicianos locales marcharon hacia Pittsburgh, cuyos ciudadanos creían que apoyaban el impuesto. La multitud desterró a varios habitantes del pueblo y las noticias del levantamiento llevaron a George Washington a formar una fuerza de 15,000 hombres para marchar hacia el oeste de Pensilvania.
McClelland, sirviendo como presidente del comité, intentó reconciliar enviando el siguiente llamamiento el 1 de septiembre de 1794.

Gentleman,

The committee appointed by the Committee of Safety at Redstone, the 28th August last, to confer with the commissioners of the United States and State of Pennsylvania, and agreeable to the resolution of the said committee do request
1st.) That the said commissioners do give an assurance on the part of the general government to an indemnity to all persons as to the arrearage of excise, that have not entered their stills to this date.
2nd.) Will the Commissioners, aforesaid, give to the eleventh day of October next, to take the sense of the people at large, of the four counties west of Pennsylvania, and that part of Bedford west of the Allegheny Mountains, and the Ohio County in Virginia, whether they will accede to the resolution of the said commissioners as stated at large, in the conference, with the committee of conference met at Pittsburgh the 21st day of August last?
By order of the Committee,

John McClelland
Señores,

El comité designado por el Comité de Seguridad en Redstone, el 28 de agosto pasado, para conferenciar con los comisionados de los Estados Unidos y del Estado de Pensilvania, y de acuerdo con la resolución de dicho comité solicita:
1. Que los mencionados comisionados aseguren, por parte del gobierno general, una indemnización a todas las personas por los atrasos del impuesto al consumo, que no hayan registrado sus alambiques hasta esta fecha.
2. ¿Los comisionados mencionados otorgarán hasta el once de octubre próximo para conocer la opinión de la gente en general, de los cuatro condados al oeste de Pensilvania, y esa parte de Bedford al oeste de las Montañas Allegheny, y el condado de Ohio en Virginia, sobre si aceptarán la resolución de los mencionados comisionados, tal como se expuso en la conferencia, con el comité de conferencia reunido en Pittsburgh el 21 de agosto pasado?
Por orden del Comité,

John McClelland

Las tropas de Washington no llegaron a Pittsburgh hasta octubre, sin embargo, y el ejército rebelde ya se había dispersado. Los oficiales federales arrestaron a 150 hombres identificados como involucrados en la rebelión. De estos, veinticuatro fueron llevados a Filadelfia para ser juzgados, pero solo dos fueron condenados. No obstante, recibieron indultos presidenciales debido a su servicio excepcional durante la Guerra de Independencia de los Estados Unidos.

## Guerra de 1812
John A. McClelland sirvió como capitán de una compañía de dragones ligeros voluntarios, quienes ingresaron al servicio federal por 12 meses en octubre de 1812. Se unieron al Escuadrón del Mayor James V. Ball de Dragones Ligeros Regulares de los Estados Unidos y sirvieron a lo largo de las campañas de 1812 y 1813 en la frontera noroeste, incluyendo la Batalla de Mississinewa, el Sitio de Fort Meigs y un enfrentamiento cerca de Fort Stephenson en julio de 1813. La compañía, junto con el resto de los dragones ligeros de Ball, fue desmontada y sirvió como infantería ligera durante el desembarco del ejército del Mayor General William Henry Harrison en Malden y la reconquista de Detroit en octubre de 1813. La compañía de McClelland fue licenciada después de la Batalla del Támesis, el 21 de octubre de 1813.

## Vida Posterior
Aunque operaba una tienda de abarrotes antes de la guerra y poseía propiedades en el Condado de Monongalia, Virginia (ahora Virginia Occidental), John McClelland vivió en Uniontown con su esposa Rachel, su hija Sarah (1786–1826) y su hijo Andrew (1797–1868) en su granja cerca de Morgantown Road, durante casi treinta años después de la guerra. Falleció el 15 de agosto de 1849, en el Municipio de Georges, Condado de Fayette, Pensilvania y está enterrado en el Cementerio Presbiteriano Tent (275 Tent Church Road, Uniontown, Pensilvania 15401).